# جین کلی
یوجین "جین" کلی (به انگلیسی: Eugene Curran "Gene" Kelly) (زاده ۲۳ اوت ۱۹۱۲ – درگذشته ۲ فوریه ۱۹۹۶) رقصنده، بازیگر، کارگردان، تهیه‌کننده، خواننده و طراح رقص آمریکایی بود. فیلم او دعوت به رقص در سال ۱۹۵۶، برنده خرس طلایی از جشنواره بین‌المللی فیلم برلین شده‌است.
کلی به دلیل رقص‌های ورزشی و پر انرژی اش شناخته شده‌است و بیشتر از هر چیز به خاطر بازی فوق العاده اش در فیلم فراموش نشدنی آواز در باران در خاطر سینما دوستان باقی مانده از فیلمهای مهم دیگر او میتوان به یک آمریکایی در پاریس اشاره کرد .

## فیلم شناسی
- دختر مدل (۱۹۴۴)
- لنگرها را بکشید (۱۹۴۵)
- دزد دریایی (۱۹۴۸)
- سه تفنگدار (۱۹۴۸)
- در جستجوی تفریحات شهری (۱۹۴۹)
- یک آمریکایی در پاریس (۱۹۵۱)
- عشق همیشه بهتر است (۱۹۵۲)
- آواز در باران (۱۹۵۲)
- هوا همیشه مناسب است (۱۹۵۵)
- دعوت به رقص (نقش سندباد) (۱۹۵۶)
- دختران (۱۹۵۷)
- میراث باد (نقش اچ.ال. منکن) (۱۹۶۰)
- بیا عشق بورزیم (۱۹۶۰)
- چه راهی برای رفتن! (۱۹۶۴)
- دختران جوان روشفور (۱۹۶۷ )
- سلام، دالی! (۱۹۶۹)
- ۴۰ قیراط (۱۹۷۳)
- زانادو (۱۹۸۰)
- گربه‌ها نمی‌رقصند (۱۹۹۷)